# 与格
与格（よかく、英: dative [case]、羅: [casus] dativus）は、名詞や代名詞における文法格である。為格とも呼ぶ。ドイツ語、チェコ語の場合、「3格」と呼ばれることもある。

## 概要
与格は一般に動詞の間接目的を標示する。日本語では主に「に」で表される。他の用法としては俗ラテン語や、やや頻度は落ちるが古典ラテン語に見られたような所有の意味が挙げられる。また、古代ギリシア語では処格や具格を消失しているので、与格はこれらの機能も担っている。スコットランド・ゲール語では、与格が単純前置詞や定冠詞に続く名詞に用いられる。
与格は初期インド・ヨーロッパ語族には一般的に見られ、特にバルト・スラヴ語派やゲルマン語派では、現在まで用いられ続けている。フィン・ウゴル語派やナバホ語、日本語、アイヌ語のような非インド・ヨーロッパ語族の言語にも与格と似た型が存在する。

## 与格を用いる言語
- 古代ギリシア語（現代ギリシア語にも文語のみ残存）
- チェコ語
- オランダ語
- フェロー語
- フランス語（使用は非常に制限される）
- ドイツ語
- ハンガリー語
- アイスランド語
- ラテン語
- ラトビア語
- リトアニア語
- 古英語
- ポーランド語
- ルーマニア語
- ロシア語
- サンスクリット
- セルビア・クロアチア語
- スコットランド・ゲール語
- スロバキア語
- スロベニア語
- イディッシュ語
- アルメニア語
- バスク語

## 特殊な与格
主語を主格ではなく与格で標示する構文（与格構文）も多くの言語で用いられる。これは主として、主語の主観的な感覚・感情・希望あるいは能力などを表現する場合であり、日本語では「私には幽霊が見える」「彼には水泳はできない」などの言い回しがこれに当たる。グルジア語ではさらに多くの場合に用いられる。英語では現代は用いられないが、"Methinks ..."、"Meseems ..."（私には...と思われる）という古い言い方では、Meが与格主語である。
ラテン語、古代ギリシャ語、スペイン語やドイツ語などには、本来は与格を取らない動詞に、それと利害関係のある対象を与格の形式で加える（与格を取る動詞にさらに追加することもある）構文があり、この形式はEthical dative（倫理与格または心性的与格などという）と呼ばれる。
- スペイン語…"Me llovió."「私に雨が降った」＝「雨に降られた」
- ラテン語…"quid mihi Celsus agit?"「ケルススは（私に）何をしているんだ？」：「私」に直接何かをするのでなくても、困ったことにならないかと心配する表現。

英語にも古い類例はあるが、現代英語にはほとんど用いられない。ただし他動詞に関して利益を表す構文"He built a snowman for me."（彼は私に雪だるまを作ってくれた）などに限り、"He built me a snowman."と言い換えることもできる。この構文では利害関係を表さない本来の文よりも、動詞の項が1つふえることになる。
倫理与格に相当するものとして、日本語には「私は子供に障子を破られた」「私は雨に降られた」のような特殊な受動態（間接受身："所有の受身"や"迷惑の受身"）がある。これも利害関係者を意味上の与格ととらえ、さらにそれを主格に直して受動文にしたものと考えることができる。ただし両者には次のような違いがある：
- 倫理与格構文では、それを主語にする受動態として表現することは普通ない。一方日本語では、必ず受動態として表現し、能動態としては現れない。
- 倫理与格は必ずしも人を表すとは限らないが、日本語の間接受身の主語はほとんど必ず人である。
- 間接受身は「利害関係」といっても専ら「被害」の場合にのみ用いられる。倫理与格は「利益」の場合でも使える。日本語で「利益」の場合には受動態でなく「お母さんが夕食を用意しておいてくれた」のような能動態の授受表現が用いられる（皮肉を込めて「えらいことをしてくれたね」という言い方はある）。

これらは日本語の受動態が、主語の意志によらないことを強調するために用いられることと関係している。
言語が異なると、ほぼ同じ意味の動詞であっても目的語を示す格が異なる場合がよくある。英語では、目的語を1つしか取らない動詞では、その目的語＝直接目的語が対格として扱われる。しかしこれが与格として扱われる言語もあり、例えばドイツ語の動詞folgen（に従う）、helfen（を助ける）、antworten（に答える）などがある。日本語にも「従う」「答える」など、形式的には与格と同じ「に」を取る動詞は多い（ただし授与動詞に関しては「太郎は花子に花束を贈った」を「花子が太郎から(に)花束を贈られた」と言い換えることができるのに対し、「生徒たちは先生に従った」を「先生が生徒たちに従われた」と言い換えることはできないので、全く同じ形式とはいえない）。